# José Ferrer y Vidal

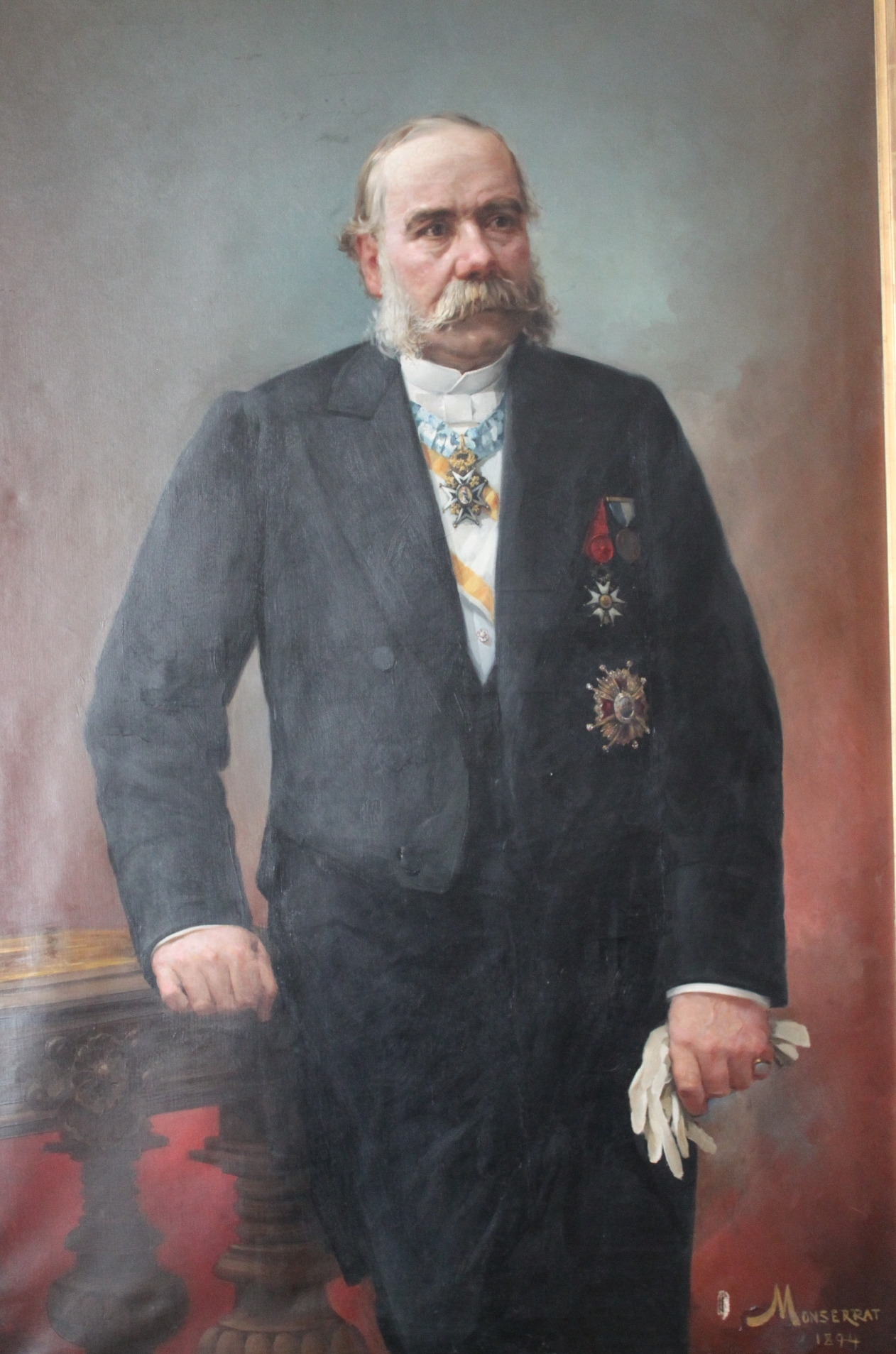
Retrato del Excmo. Sr. D. José Ferrer y Vidal. Obra de Cristòfol Monserrat Jorba (1894). Patrimonio de la familia Ferrer-Vidal.

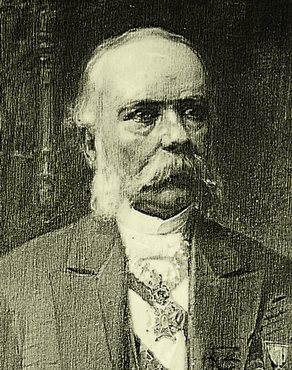
José Ferrer y Vidal

José Ferrer y Vidal (Villanueva y Geltrú, Barcelona; 31 de julio de 1817-Barcelona; 9 de octubre de 1893) fue un empresario, economista y político español. Presidente de la Caja de Barcelona, de la patronal catalana, Diputado a las Cortes Españolas y senador del Reino. Fue un prohombre de la burguesía catalana del siglo XIX. En política, muy activo en la Restauración Borbónica lo que le fue reconocido por el rey Alfonso XII con la unión y ennoblecimiento de sus apellidos, a su muerte por Real Decreto de 27 de julio de 1895 de la Reina María Cristina Regente, creándose la saga de los "Ferrer-Vidal" destacada familia de la alta burguesía y sociedad catalana.

## Biografía
Fundó, junto a su socio Gumá, la compañía textil "Gumá y Ferrer", (posteriormente denominada José Ferrer y Cia.) establecida en la población barcelonesa de Villanueva y Geltrú . Trasladada posteriormente a Barcelona y conocida como la Fábrica del Mar. Fundador y presidente del Instituto Industrial de Cataluña y presidente del Fomento de la Producción entidades que al unirse dieron lugar al Fomento del Trabajo Nacional. Participó en la fundación de otras empresas como Compañía General de Tabacos de Filipinas, Ferrocarriles del Noroeste, Compañía Transmediterránea, Crédito Mercantil, Banco Hispano-Colonial etc. 
Con intereses mercantiles y de propiedades en Cuba, por medio de su matrimonio con Dña. Concepción Soler y Serra, de familia catalana afincada en Cuba, perteneció a la generación de las destacadas y adineradas familias de la alta burguesía barcelonesa conocidas como "indianos" por sus negocios con la entonces Colonia, claves del fuerte desarrollo económico experimentado en Cataluña durante el último cuarto del siglo XIX, y que fueron ennoblecidas por la Corona (Alfonso XII y posteriormente Alfonso XIII) por sus servicios prestados a la causa de La Restauración. Viajó por Inglaterra y Francia de donde importó innovaciones tecnológicas. 
Afiliado al partido conservador desde donde participó activamente en la Restauración Borbónica, fue diputado en el Congreso de los Diputados y senador del Reino de España. En el senado fue destacado defensor del proteccionismo así como cuando fue miembro de la Comisión Arancelaria nombrado por el partido conservador al cual pertenecía. Se preocupó también por mejorar la eficacia de los sistemas de trabajo y expuso una doctrina para contrarrestar las crisis económicas basada en la noción del equilibrio.
Fue miembro de las principales instituciones culturales y económicas barcelonesas y un prohombre de la burgesía catalana de la época, siendo presidente de la Caja de Ahorros y Monte de Piedad de Barcelona (desde 1990 La Caixa); presidente de la patronal catalana Fomento del Trabajo Nacional 1880-82; presidente del Ateneo Barcelonés por dos veces 1865 y 1874; vicepresidente del Comité Ejecutivo y vocal de la Exposición Universal de Barcelona (1888). 
Tiene calles y ramblas dedicadas a su nombre en poblaciones como Villanueva y Geltrú y Barcelona. Su retrato figura desde 1906 en la Galería de Catalanes Ilustres del Ayuntamiento de Barcelona.

## Familia

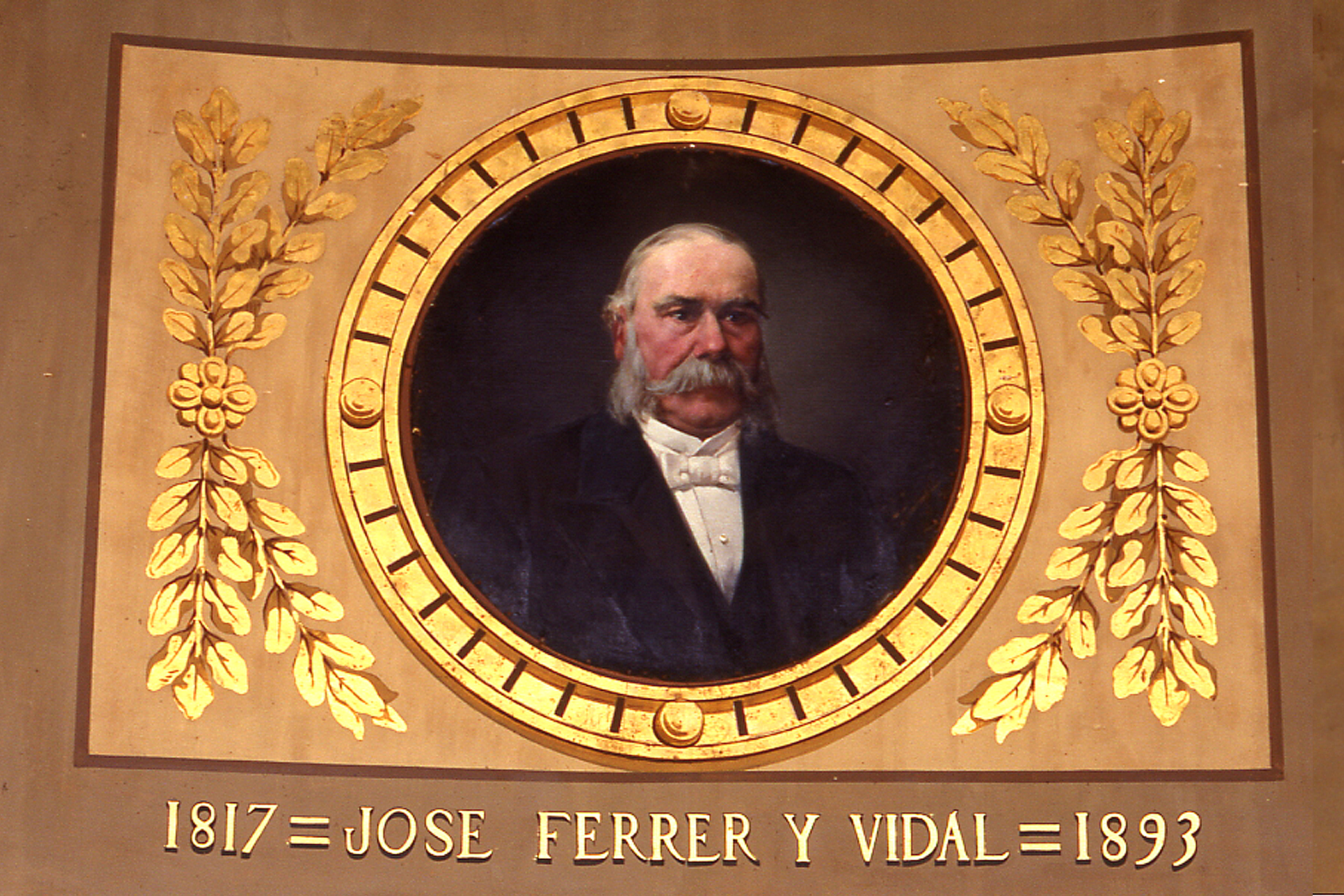
José Ferrer y Vidal

El rey Alfonso XII unió los apellidos Ferrer y Vidal (convirtiéndolo en Ferrer-Vidal). Fundó la saga de los "Ferrer-Vidal", conocida familia de la burguesía catalana.
Hijo de José Ferrer y Roig, y de Gertrudis Vidal. Casado con Concepción Soler y Serra, tuvieron siete hijos:
1. María del Carmen Ferrer-Vidal y Soler, casada con José María de Pallejá y Bassa (III marqués de Monsolís).
2. José Ferrer-Vidal y Soler, I marqués de Ferrer-Vidal, Senador del Reino. Casado con Josefina Güell y Bacigalupi, hermana de Eusebio Güell y Bacigalupi, I conde de Güell.
3. Luis Ferrer-Vidal y Soler, Diputado a Cortes y senador del Reino. Cofundador y primer presidente de La Caixa y cofundador y primer Gerente de la Compañía General de Asfaltos y Portland ASLAND. Presidente del Fomento del Trabajo Nacional y de la Cámara de Comercio, Industria y Navegación de Barcelona. Casado con Edith de Llauradó y Plá-Carreras, Fábregas y Ravé, hija del eminente ingeniero de montes Andrés de Llauradó y Fábregas, y perteneciente a la ilustre familia Bergnes de Las Casas, descendiente por este último apellido de la Casa Real de Francia de los Capetos.
4. Juan Ferrer-Vidal y Soler, Diputado a Cortes. Casado con María Luisa de Goytisolo y Digat, bisabuelo del presidente de Fomento del Trabajo Nacional durante el periodo 2011-2018, Joaquin Gay de Montellá Ferrer-Vidal.
5. Sor Josefa Luisa Ferrer-Vidal y Soler, monja del Real Monasterio de Pedralbes.
6. Concepción Ferrer-Vidal y Soler, casada con Ignacio Girona y Vilanova, sobrino del conocido banquero, empresario y político barcelonés Manuel Girona i Agrafel.
7. Un primogénito varón que murió en 1854 como consecuencia de una epidemia de cólera que afectó a Barcelona y sus alrededores.

## Obras
De su obra económica, destacamos las siguientes: 
- Conferencias sobre el arte de hilar y tejer en general y especialmente sobre el hilar y tejer el algodón... (1875)
- Consideraciones sobre la crisis económica europea (1879)

Así como sus escritos para repasar la historia arancelaria. Un retrato suyo forma parte de la Galería de Catalanes Ilustres del Ayuntamiento de Barcelona.

## Distinciones
- Caballero de la Gran Cruz de la Orden de Isabel La Católica.
- Comendador de la Real Orden de Carlos III.
- Medalla de la Restauración (Vuelta a la Patria, Alfonso XII, 1875).
- Oficial de la Legión de Honor Francesa.